# Dăbuleni
Dăbuleni – miasto w Rumunii, w okręgu Dolj. Liczy 13 888 mieszkańców (2002).